# Mencué
Mencué es una localidad del departamento El Cuy, provincia de Río Negro, al norte de la Patagonia argentina. Su único acceso, es a través de la ruta provincial 67.

## Toponimia
En lengua mapundungun Mencué significa llevar algo al hombro.

## Población
Contó con 311 habitantes (Indec, 2010), lo que representó un incremento del 2,3 % frente a los 304 habitantes (Indec, 2001) del censo anterior. En su gran mayoría mapuches y productores dedicados a la cría de animales, principalmente ganado ovino y caprino.
El censo 2022 arrojó 180 viviendas con una población estable de 336 habitantes en la comisión de fomento.
| Gráfica de evolución demográfica de Mencué entre 1991 y 2022 |
|                                                              |
| Fuente: Censos nacionales del INDEC                          |